# Tomsits Rudolf
Tomsits Rudolf (Budapest, 1946. május 12. – Budapest, 2003. június 11.) magyar trombitaművész, zeneszerző, főiskolai tanár, nemzetközi hírű dzsessztrombitás. Felesége Hódos Judit tévébemondó volt.

## Életpályája
Trombitálni nyolcéves korában kezdett el az iskolai zenekarban, tizenévesen dixieland együttesekben játszott. Zenei tanulmányait magánúton végezte Kelényi György és Keil Ernő növendékeként.
Tizenhat éves korától hivatásos zenész. 1962-től tagja volt a Gonda János által vezetett Qualiton Együttesnek, valamint Kőrössy János és Bergendy István együttesének. 1963-tól egy éven keresztül Stockholmban élt, ahol Aarne Domnerussal, Jan Johannsonnal és Egil Johannsennel is dolgozott együtt. 1964-es hazatérése után a Stúdió 11 szólistája, zeneszerzője és hangszerelője lett egészen 1979-ig.
Még 1964-ben megalapította saját formációját, a kvartettben Vukán György (zongora), Berkes Balázs (bőgő) és Rosenberg Tamás (dob) szerepelt. Együttesével több európai országban vendégszerepelt, nagy sikert arattak többek között a montreux-i, a bledi, a bécsi, a palermói és a varsói fesztiválon. 1971-ben a Dizzy Gillespie-vel, Thelonious Monkkal és Art Blakey-vel fölálló Old Stars Band előzenekaraként turnéztak Európa-szerte.
1977-től 1980-ig szextettet irányított, majd 1980-tól 1992-ig a Jugoszláv Rádió és Televízió Szövetségénél dolgozott az újvidéki rádió big bandje vezetőjeként, karmesterként, zeneszerzőként, hangszerelőként és szólistaként. Később a Készenléti Rendőrség Zenekarának munkáját is irányította. 1991-ben a szekszárdi Belvárosi Plébániatemplomban mutatták be Christus Vincit – Szekszárdi Jazz Mise című művét. Szintén ebben az évben a Finn Rádióban vezető finn muzsikusokkal, majd 1992-ben a Dán Rádióban New World című művéről, a Dán Rádió big bandjének közreműködésével készített felvételeket. 1992-től rendszeresen együttműködött a Hobo Blues Banddel, több színházi produkcióban és hanglemezen is közreműködött zeneszerzőként, hangszerelőként és szólistaként. Az I love you Budapest (1993) Hobo szólólemezen már szerzőként is közreműködött. Szerepelt Hobo Adjatok a kutyáknak húst (1998) Viszockij lemezén és műsorában is. Részt vett az Új Színházban 2000-ben előadott Rómeó vérzik című, Tom Waits dalait tartalmazó Hobo-kísérletben, melyet ő hangszerelt. 2002-ben csatlakozott a Hobo Blues Band és a Beregszászi Illyés Gyula Magyar Nemzeti Színház Vadászat című színpadi adaptációjához. Játszott a Hobo Blues Band Hajtók dala című válogatáslemezén is 2003-ban.
1995-ben Babos Gyulával, Pege Aladárral és Kőszegi Imrével létrehozták a Take 4 együttest, mellyel három CD-t jelentettek meg. Élete utolsó időszakában hét éven keresztül irányította a Készenléti Rendőrség Zenekarát. Pedagógusként is aktív volt, 1994-től 1999-ig a Bartók Béla Zeneművészeti Szakközépiskola Jazz Tanszakának volt trombitatanára, később pedig két éven keresztül a Liszt Ferenc Zeneművészeti Főiskola docense.

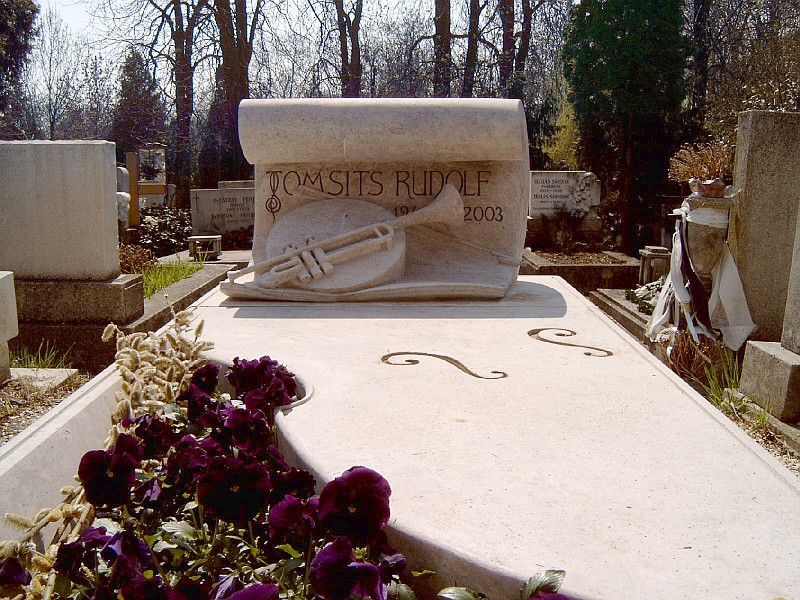
Tomsits Rudolf sírja Budapesten, a Farkasréti temetőben: 25-4-54.

Dolgozott Allen Ginsberg amerikai költő Üvöltés című eposzának új zenei adaptációján és zenei vezetője lett volna a 2006/07-es évadban a debreceni Csokonai Színházban bemutatni tervezett Bolyongok a város peremén munkacímű, Nagy András és Hobo által írandó kamaradarabnak.
Emlékére 2008-ban az MR3-Bartók Rádió védnöksége alatt első ízben rendezték meg a Tomsits Rudolf Jazz Trombita Tehetségkutató Versenyt.

## Lemezfelvételei
- 1967 – Modern jazz VI. – Anthology 67 (Hungaroton, közreműködő)
- 1968 – Modern jazz VII. – Anthology 68 (Hungaroton, közreműködő)
- 1969 – Modern jazz VIII. – Anthology 69 (Hungaroton, közreműködő)
- 1995 – Take 4 (Babos, Kőszegi, Pege, Tomsits, magánkiadás, közreműködő)
- 1997 – Something New, Something Old (Pannon Jazz, közreműködő)
- 1997 – Take More (Take 4, magánkiadás, közreműködő)
- 2004 – But Beautiful (Szakcsi Lakatos Béla és Pocsai Krisztina, Bár Buda, közreműködő)

## Díjai
2003-ban elnyerte a Magyar Jazz Szövetség által adományozott Szabó Gábor-díjat.